# Englewood, Tennessee
Englewood är en kommun (town) i McMinn County i Tennessee. Vid 2020 års folkräkning hade Englewood 1 483 invånare.